# Eugen Lunde
Eugen Lunde (Oslo, 18 de maio de 1887 — 17 de junho de 1963) foi um velejador norueguês, campeão olímpico. Ele competiu nos Jogos Olímpicos de Verão de 1924 na classe 6 Metre e conquistou a medalha de ouro a bordo do Elisabeth V com Anders Lundgren e Christopher Dahl.